# Gustavo Bonaventura Castelbolognesi

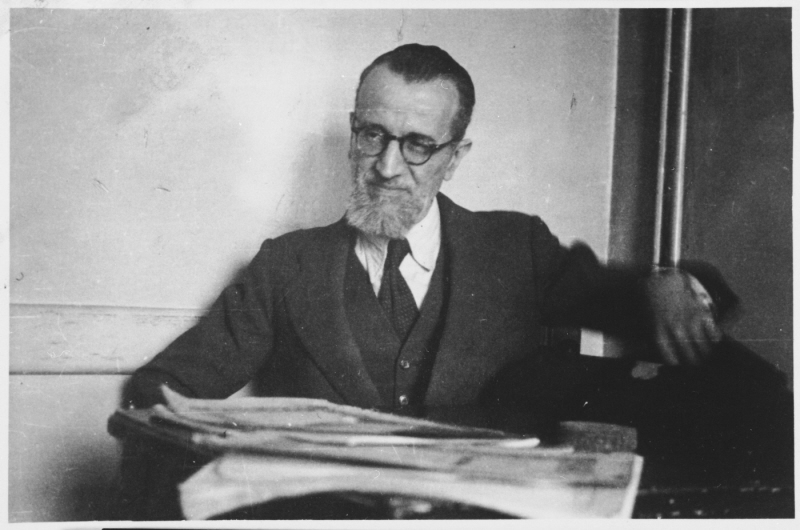
1940, Rav Gustavo Castelbolognesi, rabbino capo di Milano, siede alla sua cattedra alla scuola ebraica di via Eupili a Milano, della quale fu tra i fondatore e nella quale fu anche docente

Gustavo Bonaventura Castelbolognesi (Modena, 8 settembre 1884 – Milano, 25 luglio 1947) è stato un rabbino italiano.

## Biografia
Gustavo Bonaventura Castelbolognesi, figlio dell'avvocato Leonello e di Eugenia Greco, nacque a Modena l'8 settembre 1884. Conseguì il titolo di Maskil (saggio) al Collegio Rabbinico di Firenze nel 1904. Nel 1908 si laureò in Lettere. Fu quindi rabbino maggiore a Cuneo dal 1909 al 1914. Sposò Aurelia Colombo, di Mondovì, e con lei ebbe quattro figli: Leonello, Carlo, Tullio e Lidia. Allievo carissimo di rav Margulies, a Firenze il 22 dicembre 1913 conseguì la Semikhah (ordinazione rabbinica) con il titolo di Chakham ha-Shalem (formazione superiore). A Ferrara fu vice rabbino dal 1916, e rabbino capo fino al 1924. Nel 1926 venne insignito del titolo di Commendatore dell'Ordine della Corona d'Italia. Dall'autunno 1924 fino al 1935 fu rabbino capo a Padova, e lì fu testimone dell'assalto degli squadristi fascisti al Tempio. Il rabbino Castelbolognesi, per tramandare il ricordo dello scampato pericolo e della salvezza dei sefarim, istituì uno speciale Purim detto di Shabbat Toledoth. La parasha 'Al ha-nissim viene da allora recitata nella settimana della parasha di Shabbat Toledoth.
Il mandato padovano di rav Castelbolognesi subì due interruzioni. In seguito a un accordo tra Governo, Unione delle Comunità Israelitiche e Governatorato di Tripoli, si decideva di inviare a Tripoli un rabbino di sperimentate capacità. Venne designato Castelbolognesi. Dall'ottobre 1933 al marzo 1934 svolse un periodo di prova a Tripoli, e dal novembre 1934 assunse l'incarico di rabbino capo e presidente della Consulta rabbinica. Ma nell'aprile 1935 venne espulso dalla Libia per evidenti divergenze istituzionali con il potere fascista lì rappresentato dal governatore Italo Balbo. Divenne allora rabbino capo di Milano nell'ottobre 1935, dove rimase in carica fino alla fine del 1943. Durante le persecuzioni razziali insegnò al liceo della scuola ebraica di via Eupili a Milano, che, insieme a Astorre Mayer, Yoseph Colombo e il vice rabbino Berti Eckert, aveva realizzato, nel 1938, a seguito della espulsione di studenti e insegnanti ebrei dalle scuole italiane.
Nel 1939 Castelbolognesi si recò insieme alla famiglia in Eretz Israel compiendo l'aliyah. Si stabilirono nel kibbutz Givat Brenner. Fu quella una scelta dettata dalle convinzioni sionistiche e dalla difficoltà di vivere in un'Italia antisemita. Ma dovette fare subito ritorno a Milano dove urgeva prestare assistenza ai profughi ebrei in fuga dall'Europa occupata. In quegli anni interveniva anche agli incontri clandestini che si svolgevano nel mondo ebraico di Milano. Su pressione di molti amici che lo sapevano candidato certo alla persecuzione nazi-fascista, fuggì da Milano il 12 novembre 1943, dopo la retata nella Sinagoga centrale, in via Guastalla, e si rifugiò a Lugano, dove rimase fino a giugno del 1944 proseguendo nell'attività rabbinica.
Nel 1945 poté finalmente riabbracciare la famiglia a Ghivat Brenner, dove avrebbe fatto più volte ritorno nelle pause del suo ministero. Il 22 giugno 1947 Gustavo e Aurelia Castelbolognesi fecero ritorno a Milano. Gustavo morì un mese dopo, il 25 luglio del 1947 (9 di Av del 5707, giorno di Tisha be-Av) a Milano, dove era tornato per dare il suo contributo alla ricostruzione dell'ebraismo italiano. Aurelia Colombo morì nel 1974 nel kibbutz Netzer Sereni, dove la famiglia si era trasferita nel 1951. I quattro figli hanno tutti intrapreso la strada del sionismo socialista e della laicità.

### L'espulsione dalla Libia
Il suo operato in Libia risultò sgradito al regime. Due furono le ragioni principali dell'espulsione dalla Libia di rav Gustavo Castelbolognesi: una fu nella sua opposizione al decreto del governatore Italo Balbo che ingiungeva che si tenessero aperte anche di sabato le attività commerciali e i negozi, anche quelli degli ebrei cui veniva così impedito il rispetto del riposo sabbatico; l'altra, la più frequentemente individuata, discende dalla contestazione di un matrimonio tra due ebrei tripolini, Gino Hassan, di 35 anni, e Linda Nemni, di 15 anni, celebrato dallo stesso Castelbolognesi nel rispetto delle regole e in presenza dei quattro testimoni necessari. 
L'influente padre della ragazza non gradì quel matrimonio e fece appello al governatore Balbo perché esso venisse annullato. Accompagnò la richiesta con una considerevole donazione di denaro a favore del governo fascista. Rav Castelbolognesi sostenne di fronte a Italo Balbo la regolarità del rito e rifiutò di annullarlo. In quello stesso giorno, insieme alla sua famiglia, il rabbino, accusato di "ultraortodossia" e giudicato dal governatore colpevole di aver applicato una legge "antiquata e primitiva", accompagnato dai Carabinieri fu espulso dalla Libia. Del decreto di espulsione fu data comunicazione sull'Avvenire di Tripoli il 1º giugno 1935, a fatto compiuto: "per aver voluto [Castelbolognesi] ripristinare antichissimi usi israelitici matrimoniali contrari alla morale e alla politica del regime".

### L'opera
Nei primi anni del suo rabbinato, l'"assimilazione" e la "permissività" di molti rabbini erano realtà diffuse in Italia. Erano anche tempi in cui il mondo ebraico, per timore di incorrere nell'antisemitismo crescente che avrebbe portato alle leggi razziste del 1938 e alle persecuzioni, preferiva non esporsi. Di tutt'altro avviso fu Gustavo Castelbolognesi. Schivo e riservato, per nulla amante dell'apparire, intellettuale di vaglio, di vasta cultura letteraria e filosofica internazionale, si dedicò costantemente al servizio spirituale e alla ricerca di contatti con i giovani. "Mitezza e tolleranza, tratti caratteristici di rav Castelbolognesi, [...] permisero sia agli ortodossi sia ai più assimilati di sentirlo vicino, non impedirono a lui di essere nella propria vita osservante intransigente e di saper mantenere la propria dignità e la propria linea di condotta […]. Il noto caso di Tripoli ne è chiara dimostrazione: egli si lasciò privare della sua cattedra piuttosto che cedere alle imposizioni". Elementi fondanti della sua attività rabbinica possono essere considerati, prima che i suoi scritti, l'esempio e la dirittura morale. Considerò l'insegnamento della Torah e la lotta contro l'"assimilazione" (per esempio i matrimoni misti tra ebrei e non ebrei) come i compiti fondamentali di un rabbino del suo tempo.  Scrisse sulla rivista "Israel" che "l'Ebraismo italiano è migliore del suo rabbinato" al quale mancava il progetto di un "concorde lavoro collettivo". E il 20 novembre del 1934, da Tripoli, Castelbolognesi scriveva a Paolo Nissim, allora ventenne,  che lo sostituì a Padova: "Le raccomando soprattutto di coltivarsi coi buoni modi e con la sincera nobiltà dei sentimenti la stima di tutti e di curare, avvicinando giovani e giovanette, di attrarli alla Torah ed all'Ebraismo."  Così Castelbolognesi riassumeva i compiti del Rabbino ideale. 
Di questi temi tornò a occuparsi anche nella Consulta rabbinica, della quale era stato per molti anni membro. Nel discorso tenuto nell'ottobre del 1935, per il suo insediamento come rabbino capo di Milano, Castelbolognesi delineava la figura del rabbino come investita delle missioni di "costruzione dell'ebraicità, costruzione di fede e di opera secondo il volere di Dio". Definì, in quell'occasione, "asperrima e delicata" la carriera rabbinica che doveva essere orientata, a suo avviso, "nella scia della tradizione sicura", messa a quel tempo in dubbio da "l'illuminismo e il razionalismo che avevano affrancato gli ebrei dai ghetti e dalla ricerca della verità". Il rabbino, secondo la sua visione, non avrebbe dovuto essere, quindi, il sacerdote del culto, ma colui il quale indicasse la via da seguire, l'insegnante. Guidare al ritorno alla Torah fu, quindi, il suo impegno. E, seguendo l'insegnamento ricevuto dal maestro Samuel David Luzzatto, affermava: "La religione non mi è cara per la sua verità, ma solo per il vantaggio che reca alla dirittura morale."

### Il sionismo
Rav Castelbolognesi fu sionista militante. Lo attestano i suoi scritti giovanili pubblicati nell'"Idea sionista" e la partecipazione, spesso insieme alla famiglia, a molti campeggi ebraici estivi e invernali nel corso dei quali veniva presentato lo spirito del sionismo e si invitavano i giovani a recarsi in Palestina. Castelbolognesi intendeva il sionismo "non soltanto come anelito dell'anima del popolo verso la ricostituzione di una sede ebraica in Palestina, ma anche come elemento della coscienza ebraica in ogni luogo, come tendenza a superare il tipo dell'Ebreo umilmente curvo sotto il peso o sotto il ricordo delle diuturne oppressioni e pronto a rinnegare se stesso."

### Il riconoscimento del valore
Di Castelbolognesi scrisse Ada Levi Nissim: "Sono stata molto impressionata da questo rabbino così mite e nello stesso tempo così fermo nei suoi principi, così dignitoso e così modesto, così semplice e disinteressato, così vicino ai giovani, pronto a insegnare l'alef-bet a un bambino, come a spiegare la parashà ad un ragazzo o a discutere di Nachmal Krochmal con un universitario e poi pronto ad aprire la porta della sua casa a tutti; sicché l'esempio della sua famiglia fu un altro fattore che contribuì al successo della sua missione di padre e di maestro. Il ricordo di rav Castelbolognesi e la sua vasta opera di costruzione non sono affidati tanto a scritti e a opere erudite, quanto all'esempio che diede, al modo come visse e alla maniera in cui intese ed esercitò il rabbinato".
Alla sua morte il Bollettino della Comunità Ebraica di Milano pubblicò il seguente necrologio, a firma P.N.: "Scompare con lui una delle figure più illustri della generazione di Rabbini allievi di rav Margulies. Tempra di studioso, guida spirituale impareggiabile, seguace intemerato della Torah e fervente sionista, in tutte le Comunità ove aveva svolto il Suo compito, Egli aveva provocato un potente risveglio di vita ebraica. A Milano, comunità composita e quanto mai difficile a reggersi, Egli aveva saputo rinnovare completamente l'ambiente ebraico, e, se gli eventi del 1943 non fossero sopraggiunti ad interromperla, ancora maggiore sarebbe apparsa l'opera Sua nei suoi lontani effetti. Da Erez Israel, dove aveva desiderato raggiungere i figli, era tornato a Milano per offrire le sue restanti energie all'ebraismo italiano, così privo di guide, con uno spirito di sacrificio che solo chi è stato in Erez può comprendere." La firma del necrologio è quasi sicuramente quella del rabbino Paolo Nissim, che di Castelbolognesi era stato allievo e successore a Padova.

## Opere
- Nachmann Krochmal e la moderna scienza dell'Ebraismo, Firenze, 1923
- Metodo moderno dell'insegnamento dell'Ebraico (s.d., s.e.)
- L' ultimo martirio: commemorazione delle tragiche giornate di Av in Erez Israel, Stediv, Stabilimento Tipografico Editoriale de "Il Veneto", 1929
- 40 anniversario della morte di Lelio della Torre (Discorso pronunciato in occasione del), Cuneo, 16 Luglio 1911, Firenze : Tip. Giuntina, 1912
- Un episodio nella storia economica della nostra comunità: gli ebrei di Padova e l'Industria della seta fra il 1779 e il 1803, Padova, Tip. Del Seminario, 1927
- Compiti e figura del rabbino in Italia : discorso pronunziato a Padova il 27 Tishri 5685, Firenze, La poligrafica, 1925
- Gli Ebrei di Padova e l'industria della seta fra il 1779 e il 1803, in La rassegna mensile di Israel, seconda serie, Vol. 5, No. 3 (Luglio 1930), pp. 149-156
- Il centenario del Collegio Rabbinico di Padova in La rassegna mensile di Israel, Anno 5, n. 5-6 (set.-ott. 1930), p. 314-322
- Samuel David Luzzatto maestro di interpretazione biblica, in La rassegna mensile di Israel, Anno 9, n. 9 (gen. 1934), p.407-418
- Il centenario del Collegio rabbinico di Padova, Città di Castello, Tipografia dell'Unione arti grafiche, 1930
- Nachmann Krochmal e la moderna scienza dell'ebraismo, Firenze, La Poligrafica, 1932
- Ascoli, Max, Commemorazione di Giacomo Sinigaglia, Bruno Pisa, Gilberto Finzi letta al circolo di cultura israelitica il 22 ottobre 1919; con parole introduttive del rabbino maggiore Gustavo Castelbolognesi, Ferrara, Taddei & figli, 1919
- Joel Palgi, Un vento impetuoso soffiò, traduzione dall'ebraico di Gustavo Castelbolognesi, introduzione di Guglielmo Vita, Firenze, Ed. Rinascimento Del Libro, 1950